# Scene of "green chord"
Scene of "green chord"（シーン・オブ・グリーン・コード）は、ACIDMANの6thDVD。2007年3月7日に東芝EMIから発売。5thアルバム「green chord」のミュージックビデオを中心に収録。今作は初めてPV監督が複数人に渡っている。

## 収録曲
1. スロウレイン（監督:竹内鉄郎）
森と湿地帯のような場所での映像が交錯する。初めてメンバー以外の人物（女性）が登場した作品。
2. プリズムの夜（監督:竹内鉄郎）
風力発電所で演奏するメンバーと、長方形の巨大な物体が登場する。
3. Returning（監督:菊池早苗）
ライブ映像とレコーディング風景を混ぜ合わせた作品
4. Walking Dada（監督:西郡勲）
シングル「スロウレイン」カップリング。絶えず変化する部屋の中を絶えず横に回転するオールCGアニメーション作品。途中ルネ・マグリットの「La Chambre D'Ecoute」に似た場面がある。
5. Document in 2006
「もしTVがACIDMANのドキュメントを撮ったら」というコンセプトで、メンバーのインタビュー・レコーディング風景・ライブ風景を収録